# Lendas de Espanha
Uma lenda é uma narrativa que começou por ser transmitida oralmente, de geração em geração, com a intenção de explicar fenômenos misteriosos ou sobrenaturais, relacionados com factos verídicos e/ou históricos. Embora uma grande parte dos casos seja produto resultante da imaginação humana, há lendas que, de facto, podem ser verdadeiras. Cada povo tem as suas lendas que, com o decorrer do tempo, começaram a ser registadas. No entanto, uma vez que eram transmitidas através da “fala”, era possível obter diversas versões sobre a mesma lenda, sem que houvesse uma errada.
Um modo diferente de conhecer a história de um determinado povo, é através das lendas, visto que é uma forma narrativa antiga que se encontra enraizada em cada cultura. Sendo a Espanha um país com uma cultura historicamente diversa devido às suas regiões, apresenta as mais variadas histórias e lendas, que atualmente continuam a ser divulgadas, mesmo que tenham surgido há séculos. Assim sendo, aqui serão divulgadas algumas lendas espanholas de diferentes regiões.

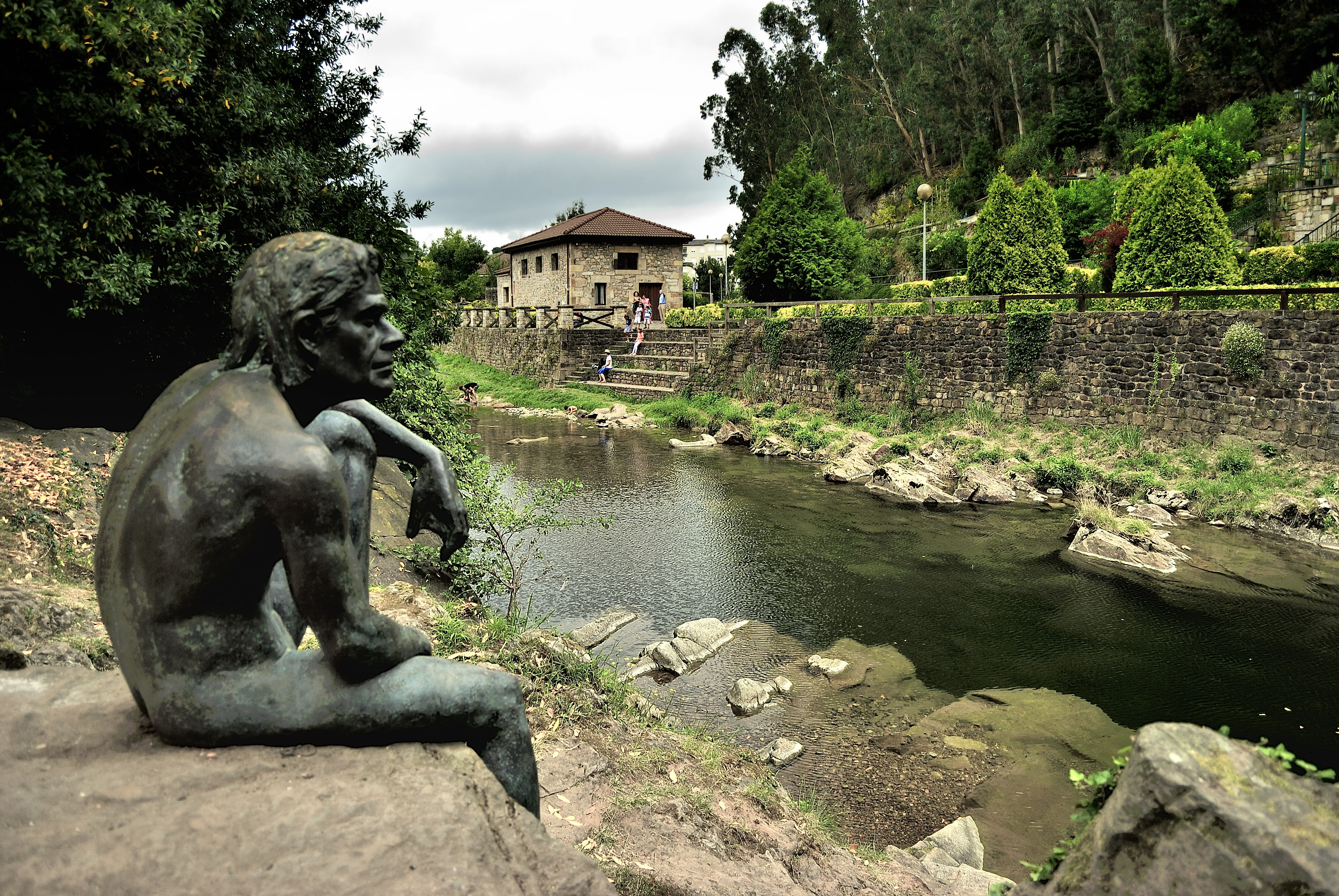
Imagem alusiva à lenda "Hombre Pez"

## Andaluzia

### O Barco de Arroz (Barco del Arroz)
Existe uma lenda que originou a expressão espanhola «mas perdió que el barco del arroz», bastante usada na zona sul de Andaluzia. O Barco del Arroz é o nome dado a um conjunto de lendas urbanas abordadas principalmente em Andaluzia e Estremadura. Os protagonistas desta narrativa são uns barcos carregados de arroz que desapareceram misteriosamente, sem chegar ao seu destino, durante várias décadas. O último barco, Weisshorn, desapareceu a 27 de fevereiro de 1994, não tendo chegado ao porto de Sevilha.

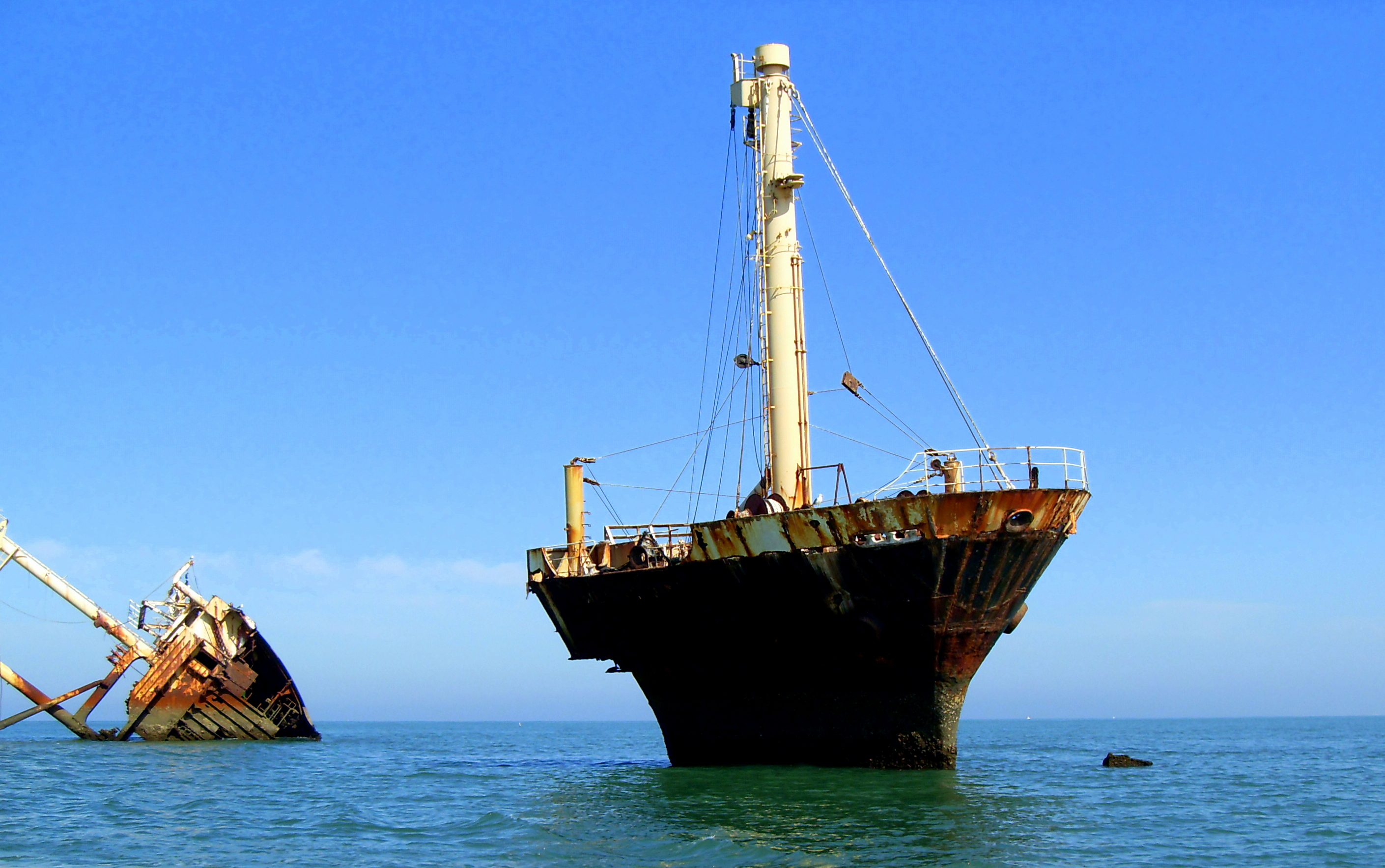
Barco del arroz en Sanlúcar de Barrameda

Na década de 1940, um barco argentino carregado de arroz foi enviado até Espanha com o objetivo de atenuar a fome que se fazia sentir, devido à recente Guerra Civil. O barco, Alcatraz, deveria desembarcar em Tarifa, contudo nunca chegou a aparecer e como tal, começaram a criar-se histórias misteriosas e míticas. Não obstante outras versões, a mais divulgada é a de que um barco se perdeu ou afundou, pelo que surgiu o mitificado provérbio. Nos anos 50, um barco a vapor também carregado de arroz desprendeu-se quando estava ancorado no cais de Cádis. Consequentemente, foi arrastado pela corrente e acabou por deixar escapar toda a sua carga. Trinta anos mais tarde a saga continua. Desta vez, é preparada uma recolha de arroz em Sevilha com o propósito de ser enviada para Etiópia. O barco partiu, mas nunca mais se soube nada dele, uma vez que nunca chegou ao destino. Weisshorn, o último barco que faz parte destas lendas urbanas, ao chegar a águas espanholas quebrou e dividiu-se em dois. Foi devido à maré baixa que o barco encalhou na plataforma continental e teve um fim fatídico. Contudo, a tripulação conseguiu salvar-se. As duas metades ainda podem ser vistas nas praias de Chipiona atualmente.
Todas estas histórias são agora relembradas e contadas em forma de lenda, pois são poucas as explicações existentes para justificar os acontecimentos.

### O Filho de Guzmán – O Bom (Guzmán, el Bueno)
Alonso Pérez de Guzmán, conhecido como Guzmán el bueno, foi um nobre e Leal nascido no século XIII, ao qual o rei Sancho IVSancho IV confiou a defesa de Tarifa, depois de este ter sido ameaçado pelas tropas do infante Don Juan. Como Guzmán não entregou o Castelo, o exército inimigo sequestrou o filho dele e ameaçou-o que iria cortalhe a garganta de seu filho 
nos portões da fortaleza. De acordo com a lenda, Guzman el bueno lançou uma faca do seu castelo para matar o seu próprio filho, antes que o mesmo demonstrasse as suas fraquezas perante as ameaças dos inimigos. Um antigo romance acrescenta esta frase à lenda de Guzmán: "Mate-o com este punhal, se vocês o determinaram, que o que eu mais quero é a honra sem um filho, do que esse filho com a minha honra manchado". Esta demonstração de lealdade fez com que o rei concedesse a Guzmán - o senhorio de Sanlúcar e o apelido de "o bom".

## Aragão

### Fonte de Cela (Fuente de Cella)
A presente lenda nasce em Cella, na província de Teruel na região de Aragão.
Reza a lenda que a dada altura a fonte que fornecia água para a localidade, secou. Apesar de haver a hipótese de tal ter ocorrido devido à destruição do aqueduto romano, não se sabe qual o motivo concreto.
Os templários, já desesperados à procura de água, descobriram um documento no qual era descrito que naquele local, assim como no mesmo caminho, existia uma fonte com a forma de jarra. Para ver esta fonte era apenas necessário retirar a pedra que a tapava e, desta forma, conseguiriam encontrar água a sete côvados de profundidade. Tendo como base o documento, seguiram as instruções e descobriram a famosa fonte que corresponde, na era contemporânea, ao maior poço artesão da Europa.
Uma outra versão[carece de fontes?] da mesma lenda remonta a época de D. Afonso. Na altura em que tentavam conquistar Teruel, uma jovem noiva viu o seu amado partir, a fim de lutar nas batalhas. Um ancião, ganancioso e invejoso, não perdeu tempo e aproveitou a oportunidade para namorisca-la. A bela donzela tentava não se cruzar com ele, no entanto, numa manhã, o destino fez com que se encontrassem. O ancião não suportava o desprezo oferecido pela jovem e, como tal, ele atirou o seu corpo contra as rochas. O sangue inocente da pequena jovem, agora morta, escorria pelas pedras quando uma sombra desvendou o seu amado. Afetado pelo desassossego abandonou o seu papel de guerreiro e cavalgou até se deparar com o triste desfecho da sua amada. Ao sentir ainda o calor proveniente do corpo da sua noiva, de espada na mão e vista na muralha, o cavaleiro quis fazer justiça, pagar sangue com sangue. Em apuros, o ancião tratou de acalmar aquela sede de vingança através da sua riqueza, mas não obteve sucesso. Essa ação apenas enfureceu mais o cavaleiro que, devastado, trespassou a espada no coração do seu inimigo.
O cadáver repousou e o sudário era o respetivo ouro oferecido. Alguns quiseram aproveitar-se da situação, mas as moedas amaldiçoadas ardiam nas mãos de quem tentava guardá-las. Para santificar este ouro, o povo decidiu construir um templo ao santo do local, mas algumas dificuldades impediram tal desejo. As pedras que eram colocadas durante o dia eram derrubadas durante a noite, devido à fúria do velho ancião. Um peregrino que passava por essa terra, ao ouvir o sucedido, sentenciou:
«Somente a água sagrada pode servir de argamassa para estas pedras banhadas pelo líquido da vingança e da condenação. Façam o que vos digo, e o Todo-poderoso oferecerá cem gotas de água por cada um. Mas não se esqueçam de quem é o Supremo Arquiteto. Afastem-se dele, e a água trará doenças; esqueçam-no, e a primavera tornar-se-á uma fonte de terríveis pragas. E principalmente, ninguém deve tocar no ouro, pois este é a origem de todo o mal.»
Ditas estas palavras, o peregrino afastou-se. Apareceu de imediato um Mosen1 para benzer a água e a construção deu-se por concluída ainda antes do pôr-do-sol. Todos regressaram a casa e mantiveram tudo fechado, uma vez que temiam a fúria do espírito do ancião. Fez-se noite e a lua não apareceu. Ouviu-se o som de um trovão que serviu de anúncio à fúria do fantasma que, por muito que tenha tentado, não conseguiu chegar ao átrio. Extremamente desesperado, o espírito procurou reunir as suas moedas no momento em que um raio desceu dos céus e cedeu à alma o abismo que merecia.
Conta-se no local que a profundidade do raio levou ao surgimento da água, e desde então aquele lugar passou a chamar-se Fuente de Cella. A partir dessa altura, a água serviu para regar os campos e pomares, e ninguém se esquece que caso se afastem do Supremo, as águas tornar-se-ão a causa das doenças que levaram, consequentemente, à tristeza e à miséria.

### Os Amantes de Teruel (Los Amantes de Teruel)
No século XIII, na cidade de Teruel em Espanha, viviam dois jovens chamados Juan Diego de Marcilla e Isabel de Segura. Os jovens eram namorados e estavam juntos desde um baile de inverno. Isabel era descendente de uma família muito rica e abastada, mas, por sua vez, Diego era o segundo filho de uma família modesta. A família de Isabel não tinha intenções de autorizar o casamento entre ambos, contudo o pai de Isabel deu um prazo de 5 anos, com o propósito de Diego enriquecer e casar com ela.

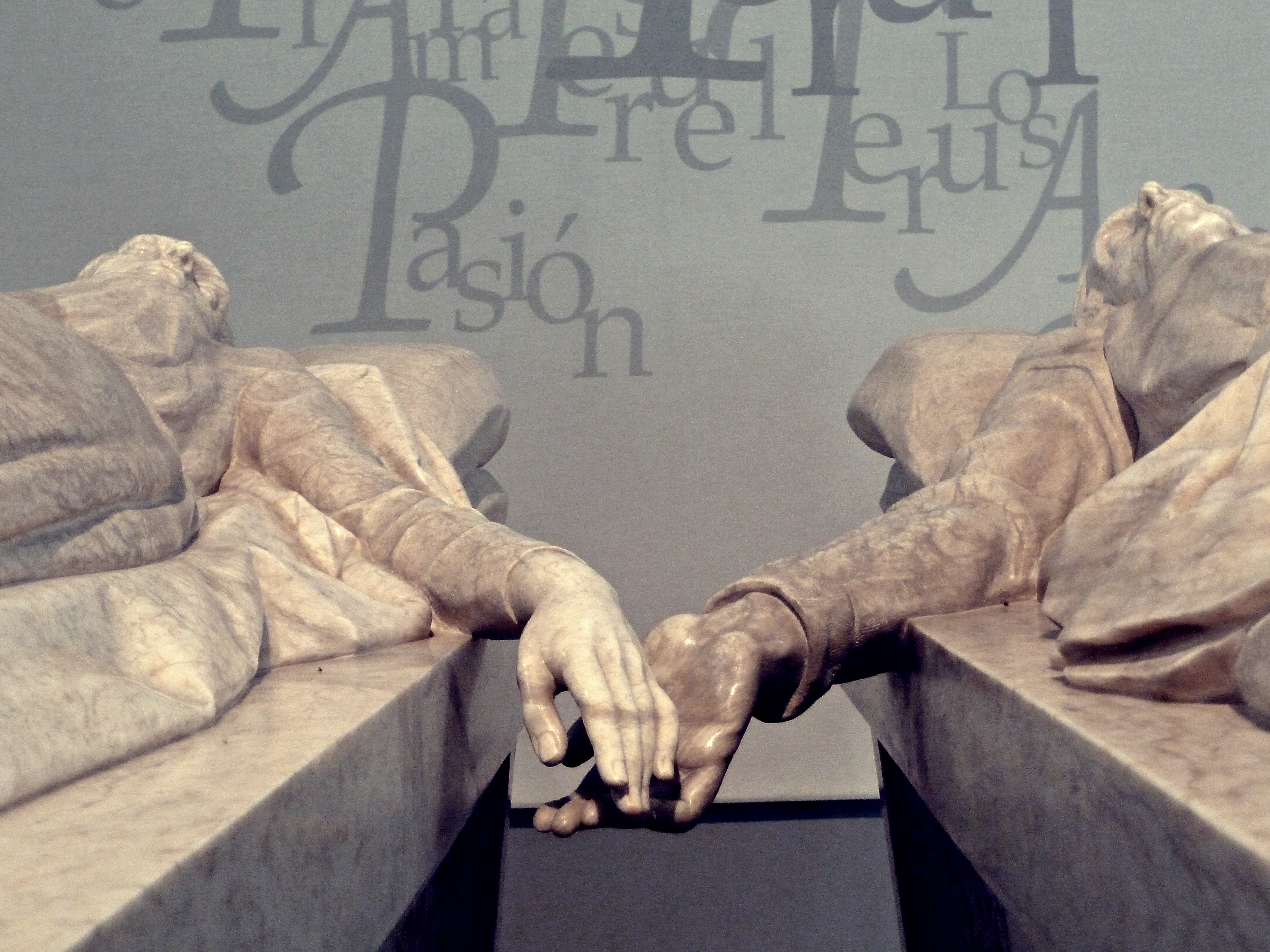
Amantes de Teruel, Teruel (Espanha)

Desta forma, Diego decide ir para a guerra das Cruzadas com o objetivo de enriquecer. Durante a ausência de Diego, o pai de Isabel insistiu diversas vezes para que a sua filha casasse com o abastado Pedro Fernández de Azagra. Ela recusou esta proposta durante muito tempo, contudo com o prazo dado a Diego em vias de expirar, Isabel reconsidera a proposta e acaba por se casar com o pretendente proposto pelo seu pai.
Poucas horas após o casamento de Isabel, Diego volta à cidade de Turiel. Uma vez que chega à cidade, foi informado do casamento da sua amada e decidiu ir ao encontro de Isabel para ouvir a sua versão.
Quando Diego se encontra com Isabel, completamente desesperado e angustiado, pede-lhe um último beijo antes de partir. Contudo, Isabel recusou beijá-lo, uma vez que tinha um compromisso com outro homem. Diego não suportou a dor, a tristeza, o desespero e angústia e caiu morto aos pés da sua amada.
Após o sucedido, Isabel decidi contar ao seu marido o que aconteceu. Enquanto o marido ficou com receio de ser acusado de assassinato, Isabel começou a sentir remorsos e a sentir-se culpada pela morte do seu amado. A jovem decidiu, então, beijar Diego antes que ele fosse enterrado, como prova do amor que ainda sentia por ele. Isabel foi à Igreja de San Pedro, onde se encontrava o cadáver, e o beijo foi tão ardente que também ela caiu morta, ao seu lado.
Após saber do sucedido, o marido de Isabel contou a história de amor entre os dois jovens, que por decisão unânime foram enterrados juntos na Igreja de San Pedro.
Esta história, que possui todos os ingredientes de uma lenda medieval, realmente ocorreu. Os restos dos amantes foram encontrados na igreja em 1555. A identidade dos corpos foi confirmada e todo o desenlace desta trágica e bela história de amor está documentado. Hoje em dia, podemos conhecer a história e visitar o Mausoléu dos Amantes, inaugurado em 2005 pelo arquiteto Alejandro Cañada.[carece de fontes?]

## Astúrias

### O Carro da Morte (El Carro de la Muerte)
O Carro da Morte é conhecido por sobrevoar os céus espanhois, à procura de moribundos, a fim de recolher as suas almas. É conduzido pela última pessoa falecida na paróquia mais próxima. No entanto, existe também uma versão que alega que são os cavalos invisíveis que o guiam por vagos caminhos e que graças às rodas de cortiça não faz barulho durante o caminho. Apenas a expressão «Andai de día que la noche ye mía» evidencia a presença de güestia.
Güestia é uma versão de Santa Campaña, uma lenda galega e asturiana, sobre uma procissão de almas encapuzadas que, com vestes brancas, vagueiam por entre bosques durante a noite.
Porém, de volta à lenda do «carro da morte», esta termina quando o carro para em frente à casa de algum moribundo, acabando por proferir a frase «Sal fulano que aqui lo buscan».[carece de fontes?] Caso a pessoa saia, é convidada a entrar no carro, seguindo com os restantes para o além.

## País Basco

### Olentzero
Olentzero é uma das figuras míticas mais adoradas pelas crianças, especialmente na época natalícia. Olentzero é a personagem de uma história que, embora tenha adquirido variadas versões, nunca foi esquecida, tendo perdurado durante muitos séculos. O País Basco e Navarra são as comunidades que mais se relacionam com esta lenda, exibindo atualmente um desfile natalício alusivo a Olentzero.
Esta é a história lendária de um senhor que trabalha com carvão e vive numa cabana na montanha durante todo o ano. Na véspera de Natal, quando todos se deitam para dormir, Olentezero entra pelas chaminés a fim de deixar lá alguns presentes. Em algumas populações era costume queimar-se uma boneca de palha na praça. Quer a queima da boneca, quer a alusão à chaminé/lareira estão relacionadas com a fogueira de S. João, e portanto, parecem estar relacionadas com a celebração pagã do solstício.
A palavra “Olentzero” significa “tempo bom”/ “tempo de graça” e remete às festividades do solstício de Inverno que se realizavam antes do cristianismo. Foi com a chegada do cristianismo que a personagem mitológica se tornou um anunciador da chegada de Jesus. A fisionomia forte e a o aspeto de “embriagado” eram meios que caricaturavam a Igreja. Esta personagem também já teve caracter maldoso, devido às histórias que os mais velhos contavam aos mais novos. Na época contemporânea desempenha um papel semelhante ao do Pai Natal, uma vez que leva presentes às crianças na madrugada de 25 de Dezembro. Quem se portou bem durante o ano recebe presentes, enquanto quem se portou mal recebe carvão. Em algumas cidades das Astúrias e Cantábria, existe uma personagem semelhante, El Esteru. Este senhor é no entanto lenhador, pelo que passa o ano todo na montanha, ausentando-se apenas no dia de Natal para distribuir os presentes.

## Ilhas Espanholas

### A Menina das Pêras (La niña de las Peras)
No final do século XIX, início do século XX, os pais de uma menina pediram-lhe que fosse ao Barranco de Badajoz buscar fruta. A menina, com cerca de 5 anos, foi fazer o que os pais lhe haviam mandado. Após várias horas a menina não tinha retornado a casa e, cada vez mais preocupados, os seus pais organizaram grupos de amigos e vizinhos para procura-la, mas ninguém a encontrou.
Vários anos mais tarde alguém bateu à porta da casa dos pais da menina que havia desaparecido. Ao abrir a porta os pais depararam-se com a menina que haviam perdido. Esta menina apresentava-se com a mesma aparência do dia em que tinha desaparecido vários anos antes. A menina explicou que foi, como os pais lhe ordenaram, ao Barranco de Badajoz, buscar fruta, mas que adormeceu ao pé de uma pereira. Um ser muito alto e branco acordou-a e pediu que o seguisse. Ela acompanhou o ser de branco à entrada de uma caverna, onde existia uma escada muito longa através da qual ambos desceram até chegarem a um jardim subterrâneo. Nesse jardim a menina conseguia ver muitos mais seres com aquele que seguiu.
Após algum tempo, o ser branco acompanhou a menina à entrada da caverna. Ela pegou na fruta que os pais lhe haviam pedido e caminhou para casa, sem se aperceber que tinham passados vários anos, e não algumas horas como ela pensava.

### Oitava Ilha Canária (Isla de San Borondón)
A existência de San Borondón, uma oitava ilha no arquipélago das Canárias que supostamente aparece e desaparece por vários séculos, é provavelmente "uma das lendas que se envolveu profundamente na alma do povo das Canárias", explica Marcos Martinez no seu artigo ilhas míticas em relação às ilhas Canárias.
Durante o século VI, um missionário irlandês conhecido como San Brandán ou Brandán, percorreu o Oceano Atlântico com o propósito de difundir o catolicismo. Ele afirmou ter encontrado uma ilhas cartógrafos tentaram desenhar a ilha, mas sem sucesso. Só conseguiram calcular a distância correta uns séculos mais tarde.
Desde então, o testemunho de Brandán é encarado pelos historiadores como um "delírio apócrifo que é absolutamente inútil para a história e a geografia", embora alguns marinheiros digam que se depararam com a enigmática ilha de San Borondón, que inspirou escritores universais, tais como: Washington Irving, Vicente Blasco Ibáñez e Jorge Luís Borges.

## Cantábria

### O Homem Peixe (El Hombre Pez)
Esta lenda tem lugar em Liérganes, um município que pertence a Cantábria e o nome verdadeiro do homem que deu origem a esta lenda era Francisco de la Vega Casar.
Segundo esta lenda, em meados do século XVII um casal, Francisco de la Veja Casar e a sua esposa, Maria de Casar, vivia em Liérganes, La Montaña, juntamente com os seus filhos. Após a morte do marido, Maria enviou o seu filho Francisco para Bilbao, a fim de se tornar carpinteiro.
Uma vez em Bilbao, Francisco decidiu ir nadar com uns amigos na véspera de San Juan, em 1674. No entanto, foi levado pela corrente, pelo que desapareceu sem deixar rasto. Em 1679, cinco anos apos esta tragédia, houve relatos de que tinha aparecido na Dinamarca, mais tarde no Canal da Mancha e ainda na costa de Andaluzia. Em Cádis, alguns pescadores afirmaram ter visto um ser aquático que continha, em parte, aparência humana. Porém, pouco tempo o viram pois este desapareceu rapidamente. Na tentativa de atrair aquela misteriosa criatura, começaram a dar-lhe pedaços de pão, até que um dia conseguiram captura-lo e constatar que era um homem, com escamas e forma de peixe.
Aquele ser foi levado para o convento de San Francisco, no qual foi interrogado para descobrirem a sua identidade. Embora tenha demorado algum tempo, conseguiu pronunciar a palavra “Liérganes”. Ninguém sabia o que ele queria dizer até que, alguém que era de La Montaña, mas trabalhava em Cádis, referiu que existia um local com esse nome. Essa referência foi confirmada por Domingo de la Cantolla, um secretário do Santo Ofício da Inquisição.
Assim sendo, a notícia chegou a Liérganes, onde pretendiam descobrir se algo fora do normal tinha ocorrido recentemente. A única resposta dada remetia para o desaparecimento de Francisco de la Vega, cinco anos antes. Foi então que Juan Rosendo, um frade, acompanhou Francisco até à sua terra natal, de modo a confirmar se se tratava dele. Quando lá chegou, Francisco dirigiu-se de imediato à sua antiga casa, onde encontrou a sua mãe que logo o reconheceu.
De volta a casa, Francisco viveu tranquilamente, embora pouco interesse demonstrasse pelas coisas. Por vezes andava descalço ou nu, apenas pronunciando palavras como “tabaco”, “pão” e “vinho”. Era capaz de passar vários dias sem comer, dedicando-se a transportar cartas aos povos vizinhos. Uma vez levou inclusive uma carta a nado, até Santander. Contudo, após nove anos em casa, desapareceu no mar, e nunca mais se soube nada sobre ele.
Na era contemporânea é possível encontrar uma estátua do Hombre Pez junto ao rio Miera, em Liérganes, assim como uma placa com a mensagem «Su proeza atravesando el océano del norte al sur de España, si no fue verdad mereció serlo» (A sua proeza ao atravessar o oceano de norte a sul de Espanha, se não for verdade, merecia ser.).>

## Catalunha

### O primeiro almogávar, os nove barões, as quatro barras (El primer almogávar, los nueve barones, las cuatro barras)
Embora não tivesse passado uma década desde a invasão dos árabes a Espanha, sentia-se o seu domínio em todo o lado. Os invasores, além de exigirem impostos e provocarem desafios entre os guerreiros, destruíam e roubavam tudo por onde passavam. Em Ribagorça, Huesca, um dos desafios propostos a mando de Bem Awarre foi o flagelo dos cristãos.
Perto da Serra de Sis, em Riguala, um homem chamado Fortuño vivia com a sua esposa e o seu filho. Juntamente com os seus parentes e vizinhos, procurava abrigo na floresta, caso os guerreiros se aproximassem, assim como mantimentos necessários para sobreviver. Uma vez que os mouros estiveram ausentes durante um longo período de tempo, Fortuño decidiu, numa manhã, ir caçar. No entanto, ao meio dia viu um forte fumo, proveniente do vale, e percebeu que algo não estava bem. Regressou a correr até à sua aldeia para saber se tinha sido atacada pelas tropas de Bem Awarre. Apesar de os mouros terem ateado fogo a casas e celeiros, a sua mulher e filho conseguiram salvar-se.
Procurando um lugar mais seguro, Fortuño mudou-se para Roda de Isábena, onde vivia uma parte da família. Porém, os árabes atacaram também este local. Os cristãos tentaram defender-se furiosamente, mas no fim apenas alguns sobreviveram. Fortuño, após perder toda a sua família, refugiou-se na serra com outros sobreviventes, jurando vingança. Deste modo, tornou-se o capitão de um grupo de armada que atacava violentamente os árabes, retirando-lhes os bens, destruindo as casas, animais e campos que pertenciam aos habitantes desse vale. Estes cristãos rebeldes, devido ao vasto conhecimento daquela montanha, não se deixavam dominar. O grupo foi crescendo e tornou-se um exemplo para os outros cristãos. Os árabes chamavam a Fortuño almogávar, o rebelde, o bandido.

Flag of Catalonia

Assim que o grupo adquiriu a força de um pequeno exercito, juntou-se às tropas rebeldes lideradas pelo conde Armentario. O bispo de Bencio, refugiado no mosteiro de São Pedro de Tabernas, assumiu o comando de uma embaixada que atravessou os Pirenéus a fim de solicitar o apoio do rei franco na luta contra os mouros. Deste modo começou a aventura de reconquistar as terras.
Quer os reis francos, quer o império carolíngio, apoiaram os espanhóis. Inicialmente, Carlos Martel, o rei da França, estabeleceu junto aos Pirenéus um espaço defensivo e deixou-o sob controlo do nobre Otger Catalón. A Otger juntaram-se nove cristãos: o de Alemany, o de Anglesola, o de Erill, o de Cervelló, o de Cervera, o de Mataplana, o de Montcada, o de Pinós e o de Ribelles. Todos juraram diante a imagem da Virgem de Montgrony, dedicar as suas vidas à luta contra os invasores. Estes senhores, os barões, conseguiram reunir um exército que continha mais de vinte mil homens que tiveram de se retirar frente ao impulso dos árabes. Mais tarde, após atravessar novamente os Pireneus e derrotarem os muçulmanos em vários combates, acabaram por reconquistar Ter, Ribagorça, Pallars e Ampurias.
Após Otger Catalón morrer, o seu sucessor, Barão de Montcada, reconquistou Barcelona. Os territórios recuperados organizaram-se em forma de municípios e diz-se que receberam o nome de Marca Catalónica, homenageando o primeiro líder da resistência. Ao longo do tempo, o conde de Urgell e Cerdanya, Wifredo, investiu nos municípios de Barcelona e Gerona e acabou por unificar muitas dessas terras. Este fundador de mosteiros era também admirado por ter matado um dragão que vivia numa caverna de Sant Llorenç de Munt. Entretanto, apesar das suas proezas, o rei cristão protetor dos condados, o franco Carlos II, não tinha concedido a Wifredo, de quem se diz ser seu sobrinho, nenhum brasão para o seu escudo de armas.
O reinado de Carlos II, conhecido como o rei Calvo, foi bastante agitado pelas guerras e invasões dos alemães e dos normandos. Uma dessas invasões forçou o rei francês a pedir ajuda ao conde Wifredo que, atravessando um momento de paz com os mouros, percorreu os Pireneus para apoiar o seu protetor. Numa das batalhas ferozes, Wifredo ficou gravemente ferido. Foi levado para uma tenda para ser assistido, e apesar de escorrer muito sangue, não corria perigo de vida. O rei Carlos visitou-o, ansiando honrar esse parceiro fiel, prometendo muitas riquezas como recompensa. No entanto, Wifredo recusou a propriedade que o rei lhe prometera, relembrando-lhe que ainda não tinha recebido um brasão. Diz-se que o rei ficou pensativo, até que, após mergulhar os dedos na ferida de Wifredo, indicou com eles, de cima para baixo, no escudo dourado do conde, que desde então tinha como emblema cinco barras vermelhas verticais sob o campo de ouro.
Anos depois, com a conquista de Valencia no reinado de Jaime I, as senhoras da corte estavam felizes por surpreender os maridos, pais e parentes, ao encontrarem-se com eles nas terras conquistadas. Após partirem, as senhoras quase foram raptadas pelos furiosos e derrotados sarracenos2 que percorriam essas terras, até que o corajoso cavaleiro de Merola as defendeu e as guiou até ao destino. Assim que o rei tomou conhecimento, questionou o cavaleiro sobre a recompensa que queria. O cavaleiro pediu ao rei Jaime umas das barras vermelhas do brasão real para o seu próprio escudo, ao qual o rei, para cumprir a sua palavra, cedeu-a. Desde então, o escudo de Aragão e Catalunha passou a ter quatro barras em vez de cinco.

## Castela-Mancha

### Santuário das Angústias (Santuario de las Angustias)
Na Espanha, na cidade de Cuenca, vivia um rapaz tão bonito que nenhuma rapariga da cidade resistia ao seu charme. Ele era filho do ouvidor da cidade. O rapaz tinha bom coração, mas ao mesmo tempo era mentiroso e fanfarrão, sendo o principal causador de alguns pequenos incidentes na cidade.
Os seus pais e os amigos perdoavam-lhe, alimentando a esperança de que um dia iria ganhar juízo. No entanto, o rapaz não se preocupava em corrigir os seus defeitos, continuando a namoriscar as raparigas da cidade sem nutrir sentimentos verdadeiros por elas.
Porém, num dia tudo mudou com a chegada de uma belíssima jovem chamada Diana. Todos ficaram enfeitiçados com a sua beleza, inclusive as mulheres que viviam na cidade. Os homens tentavam sempre ir ao encontro dela, mas a Diana retribuía apenas com uma leve inclinação e sorriso.
Um dia, o nosso rapaz sedutor decidiu apresentar-se a Diana. A jovem achou-o lindo e decidiram marcar vários encontros a partir desse dia. O rapaz ficou apaixonado pela rapariga, chegando a ficar obcecado por ela. A jovem apercebeu-se dos sentimentos do rapaz e não tendo indícios de querer desenvolver aquele relacionamento.
A atitude de Diana suscitou um sentimento de desespero no rapaz. Ele desejava-a como nunca ninguém a tinha desejado e queria muito tê-la só para ele. De forma repentina, na véspera de todos os santos (dia 1 de novembro), ela enviou uma carta para ele a dizer que queria encontrar-se com ele no Dia de Todos os Santos, no local chamado “portal das Angústias”". Ela tinha intenções de se entregar completamente a ele nesse dia. O rapaz ficou transtornado com tal desejo e vestiu as suas melhores roupas e perfume, esperando pelo dia combinado. Apesar de nessa noite haver uma tremenda tempestade, nunca fora motivo de não comparecer.
Quando ele chegou ao portal das angústias, ela esperava-o, linda e radiante.
Ambos se abraçaram e beijaram-se e no auge da paixão ele levantou o seu vestido. Apesar de chover e trovejar torrencialmente, o casal continuava a trocar caricias apaixonadas. De repente, quando os raios iluminaram as pernas dela, ele viu que eram peludas e que tinha pés e cascos de bode. Horrorizado, o rapaz fugiu e a rapariga desatou a rir, ecoando o som na solidão do local. Ele fugiu, mas o diabo lançava raios sobre ele. Num ato de desespero, ele agarrou na antiga cruz do santuário, ao mesmo tempo que o demônio lançou-se sobre ele. De súbito tudo ficou silencioso, e ele reparou que estava ferido de raspão e que a cruz de pedra ficou com uma marca.
Os monges aperceberam-se do que estava a acontecer e levaram o rapaz para a igreja. O rapaz nunca mais abandonou a igreja, adotando uma vida de recolhimento e oração. As pessoas da cidade ao saberem do sucedido, foram à casa dos pais da Diana, mas apenas encontraram três bodes mortos. A casa foi queimada. Desta forma, terminou a vida do conquistador mais belo que a cidade de Cuenca conheceu.[carece de fontes?]

## Castela e Leão

### A Poltrona do Diabo (El sillón del Diablo)

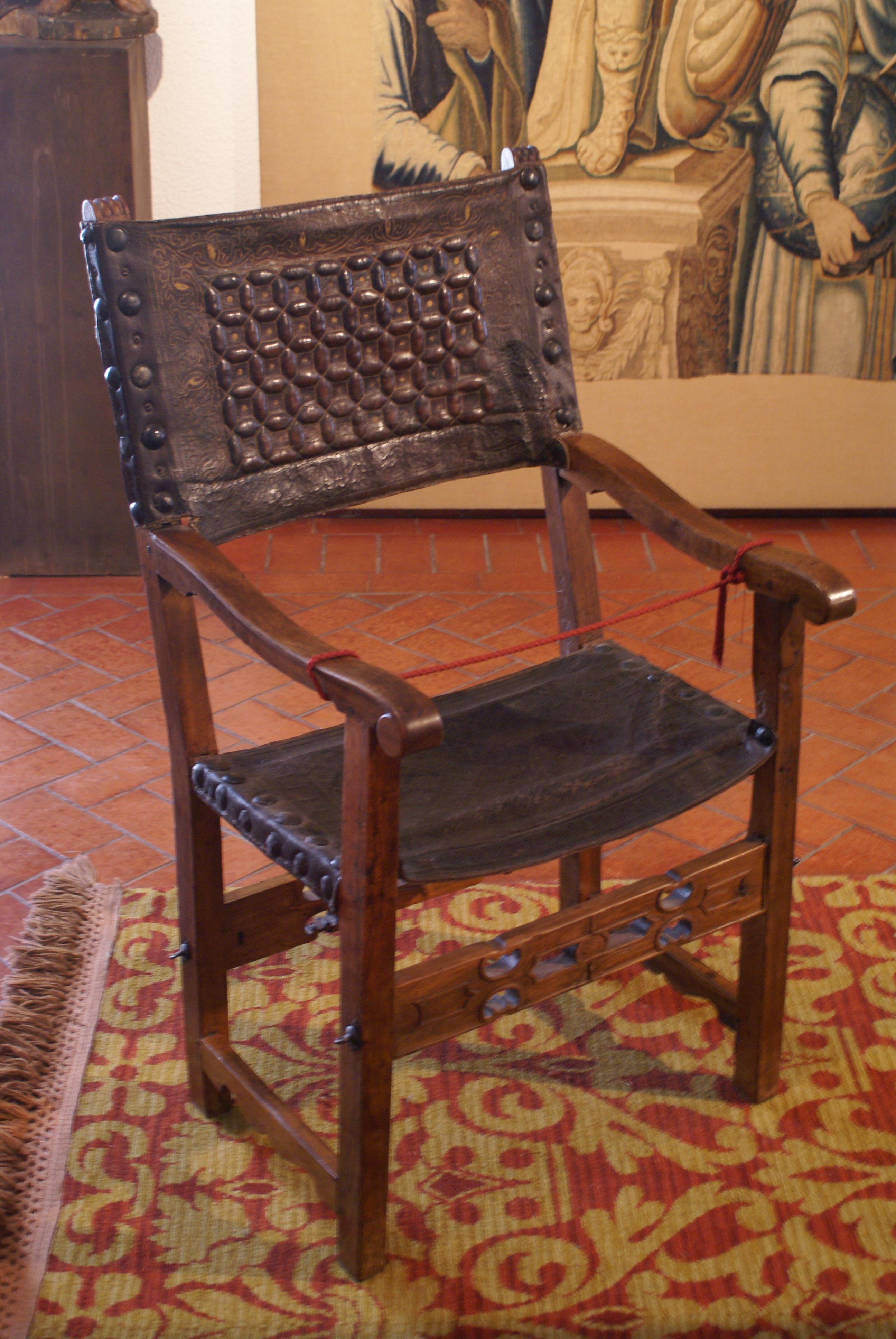
El sillón del Diablo

No ano de 1550, Alfonso Rodríguez de Guevara, famoso médico que aprendeu anatomia em Itália, chegou à cidade de Valladolid para lecionar um curso de anatomia na Universidade da cidade.
Um dos frequentadores do curso foi Andrés de Proaza, homem português de 22 anos. Este jovem tinha uma má reputação na cidade porque era judeu e segundo alguns rumores era necromante. Dizia-se também que ele tinha um porão em sua casa, de onde à noite os vizinhos viam luzes misteriosas, ouviam gemidos e até o rio que passava por trás de sua casa começou a estar tingido em vermelho.
Durante o tempo em que Andrés frequentou o curso, um menino de 9 anos desapareceu na cidade. Este menino havia sido visto pela última vez perto da casa do jovem português.
As autoridades foram a casa do jovem onde encontraram o corpo do menino de 9 anos morto, com sinais de que lhe haviam feito uma autópsia ou dissecação. As autoridades prenderam Andrés e depois de o torturarem ele confessou. Quando no interrogatório lhe perguntaram se ele tinha alguma ligação com a feitiçaria ele afirmou que nunca a praticara, e que o único objeto que tinha ligado à mesma era uma poltrona que um feiticeiro de Navarra lhe havia dado. O jovem declarou que o feiticeiro lhe havia dito que qualquer pessoa, que não fosse médico, se sentasse por três vezes naquela poltrona ou alguém que o tentasse destruir morreria.
Andrés foi condenado à morte e executado. Tentaram leiloar os seus pertences por três vezes, mas devido à sua má reputação ninguém os quis comprar. Assim, os seus bens, entre os quais a poltrona foram entregues à Universidade de Valladolid.
No século XIX, um zelador da universidade descobriu a poltrona e usou-a para descansar, três dias depois ele apareceu morto sentado na poltrona. A universidade contratou um novo zelador que, como o primeiro decidiu descansar na poltrona e três dias depois apareceu morto sentado na mesma. A população recordou-se novamente de Andrés e do que ele havia dito antes de ser executado sobre a maldição que a poltrona guardava. Assim decidiram pendurar a poltrona no telhado da sacristia da antiga Universidade, de pernas para cima, a uma altura superior à de um homem e foram mantidas duas braçadeiras de ferro para que ninguém mais se sentasse sobre ela.

### O Cavalo e o Açor (El caballo y el azor)
O condado de Castela desde cedo evidenciou um desejo de independência em relação ao reino de Leão. Apesar de o rei Ordonho IIOrdonho II ter vencido numa batalha os árabes, Abderramão III derrotou mais tarde os cristãos, de Leão e Navarra, na Batalha de Valdejunquera, onde pretendiam deter os condes castelhanos Nuno Fernández, Abolmondar Albo e o seu filho Diego e Fernando Ansúrez. Ordonho II desejava detê-los secretamente e envia-los até à corte, onde os manteria presos até os matar.
O anseio pela independência manifestou-se também através da nomeação de dois juízes em Burgos, Laín Calvo e Nuño Rasura, a fim de decidirem a própria justiça, sem recorrer à corte de Leão. Sancho I, rei de Leão, enviou mensageiros a Fernán González, conde castelhano, para lhe relembrar a obrigação que tinha em participar nas cortes. Este conde contribuiu para a expansão de Castela, o que não agradou o rei de Leão.
No entanto, o facto de González ser a favor da liberdade de Castela, não influenciou as suas frequentes visitas à corte de Leão. Certa vez, levou um açor e um belo cavalo. O rei, encantado com ambos os animais, queria comprá-los e embora o conde não quisesse deixá-los, após a insistência do rei, acabou por ceder. No entanto, o conde conseguiu negociar de forma vantajosa para si mesmo. Primeiramente, pediu pelo cavalo e a ave uma elevada quantia, que o rei não se importou em pagar. Devido ao significativo montante, o conde não pretendia que o rei lhe pagasse de imediato, afirmando que podia adiar o pagamento da dívida, embora o valor duplicasse por cada dia de atraso.
Apesar de todas estas condições terem ficado registadas num documento, o rei esqueceu-se de tal compromisso. Assim sendo, sete anos mais tarde, González decidiu cancelar a dívida, uma vez que nem toda a riqueza do reino era suficiente para pagar. O rei, mesmo sem bens, reconheceu que devia oferecer algo em troca e eis que, cede finalmente a tão esperada independência a Castela que, a partir desse momento, criava a sua própria história.

### Caverna de Salamanca (La Cueva de Salamanca)
Reza a lenda que a Cueva de Salamanca foi o local escolhido pelo Diabo que, disfarçado de sacristão, ensinou magia negra a sete estudantes durante sete anos. Esta caverna situa-se na já extinta igreja de San Cebrián e por vezes associa-se o ensino da necromancia a San Cébrián, que antes de se tornar santo, era mago. No fim do ciclo de ensino, era esperado que um dos alunos permanecesse na caverna, para servir satanás.
O pároco, que escondia a verdadeira identidade demoníaca, chamava-se Clemente Potosí. Algumas das técnicas ensinadas oscilavam entre quiromancia e piromancia, abordando também a geomancia e a hidromancia. Foi o facto de os aprendizes não terem revelado que estavam a ter estas aulas, que a lenda surgiu. O ser maligno permanecia no fundo da cripta e, iluminado pela luz de uma vela incombustível, transformava-se num macho caprino ou numa mão que ficava sobre uma cadeira. Um dos estudantes era aleatoriamente selecionado para pagar por todos e, caso tal não acontecesse, permaneceria eternamente sob o poder satírico, pagando assim os ensinamentos. Um dos alunos escolhidos foi Enrique de Aragão, marquês de Villena, que estudava na universidade local e não tendo dinheiro para pagar, acabou por ficar preso na caverna.

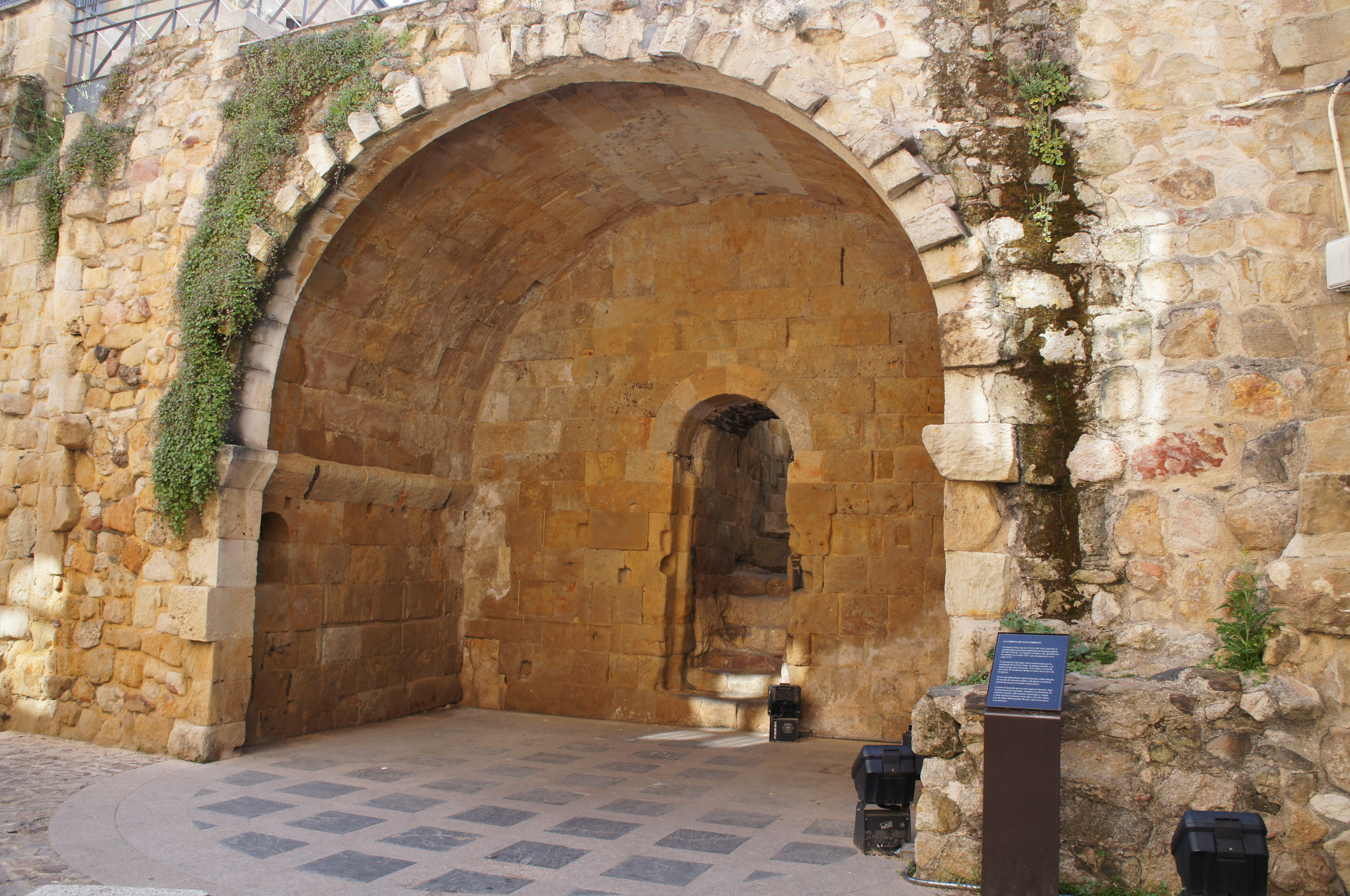
Cueva de Salamanca 02

Enrique não se conformava com o destino que lhe estava reservado. Assim sendo, planeou uma forma para escapar. Deste modo, escondeu-se dentro de uma jarra que passava despercebida devido aos vários objetos que se foram acumulando à sua volta. O professor quando regressou ao local e o encontrou vazio saiu rapidamente, esquecendo-se de fechar a porta. Foi então que o jovem marquês aproveitou a oportunidade e fugiu, refugiando-se na igreja durante toda a noite. Apenas quando as portas se abriram ele conseguiu libertar-se completamente.
A literatura foi uma favorável forma de propagação desta lenda. Miguel de Cervantes foi um dos escritores que a readaptou de modo burlesco, intitulando-a La Cueva de Salamanca. O escritor português Francisco Botelho de Morais também recriou esta narrativa na sua obra Historia de las cuevas de Salamanca. Viajando além-fronteiras, esta lenda chegou até à América e países como Chile, Argentina e Brasil chama “salamancas” a algumas cavernas.
Em 1580 a igreja de San Cebrián foi demolida, pelo que parte da caverna foi também perdida. Mais tarde, parte da caverna foi usada como reservatório de carvão até ser reabilitado no século XX.

### Papamoscas
Diretamente da província de Burgos, mais precisamente da Catedral de Burgos, provem uma lenda conhecida popularmente como “Papamoscas”. Esta lenda remonta o século XVI.
Conta a lenda que o rei Enrique III, el Doliente visitava diariamente a Catedral de Burgos. Sendo um cristão fiel, deslocava-se até lá para rezar. Um dia, o jovem rei estava envolvido nas suas preces, quando avistou uma formosa dama que se ajoelhou em frente ao túmulo de Fernán González. A jovem preparava-se para sair quando cruzou, mais uma vez, o olhar com o rei. Foi então que Enrique resolveu segui-la, a fim de saber onde vivia.
Após esse encontro, todos os dias, assim que o rei entrava na Catedral, procurava avistar a bela jovem. O seu coração só acalmava quando a via, no lugar habitual, em frente ao túmulo. Apesar de a seguir durante mais algumas vezes, não tinha coragem para lhe dirigir a palavra. A rapariga apercebeu-se do hábito do rei e, notando que ele não lhe falava, deixou, certa vez, cair disfarçadamente o seu lenço. O rei rapidamente o apanhou. No entanto, em vez de o devolver, conservou-o perto do coração. Sorrindo, mas sem adicionar qualquer palavra, entregou-o à dama, que esperava algum diálogo por parte dele. Porém, este olhou para baixo sem nada pronunciar. A jovem, triste com aquele silêncio, saiu da Catedral ao mesmo tempo que soltava um lamento doloroso que ecoou por todo o espaço.[carece de fontes?]
No dia seguinte, o rei voltou à Catedral, pois esperava ver novamente a jovem, mas esta não estava lá. Enquanto rezava, o seu olhar dirigia-se para o túmulo onde outrora a jovem rezava. O tempo foi passando e ela não voltou a aparecer. Atormentado, o rei procurou-a em todos os cantos, enquanto aquele lamento entoava na sua cabeça. Já com poucas forças, o rei decidiu visitar a casa onde costumava ver a jovem entrar. Todavia, a casa demonstrava evidências de estar abandonada: as janelas abertas e o interior sujo e desarrumado indicavam que ninguém habitava aquela casa há algum tempo. Além disso, nada descobriu que pudesse ajudar a encontrar a jovem. Um vizinho que avistou o rei confirmou-lhe que há muitos anos que a família que vivia naquela casa tinha morrido devido à peste.

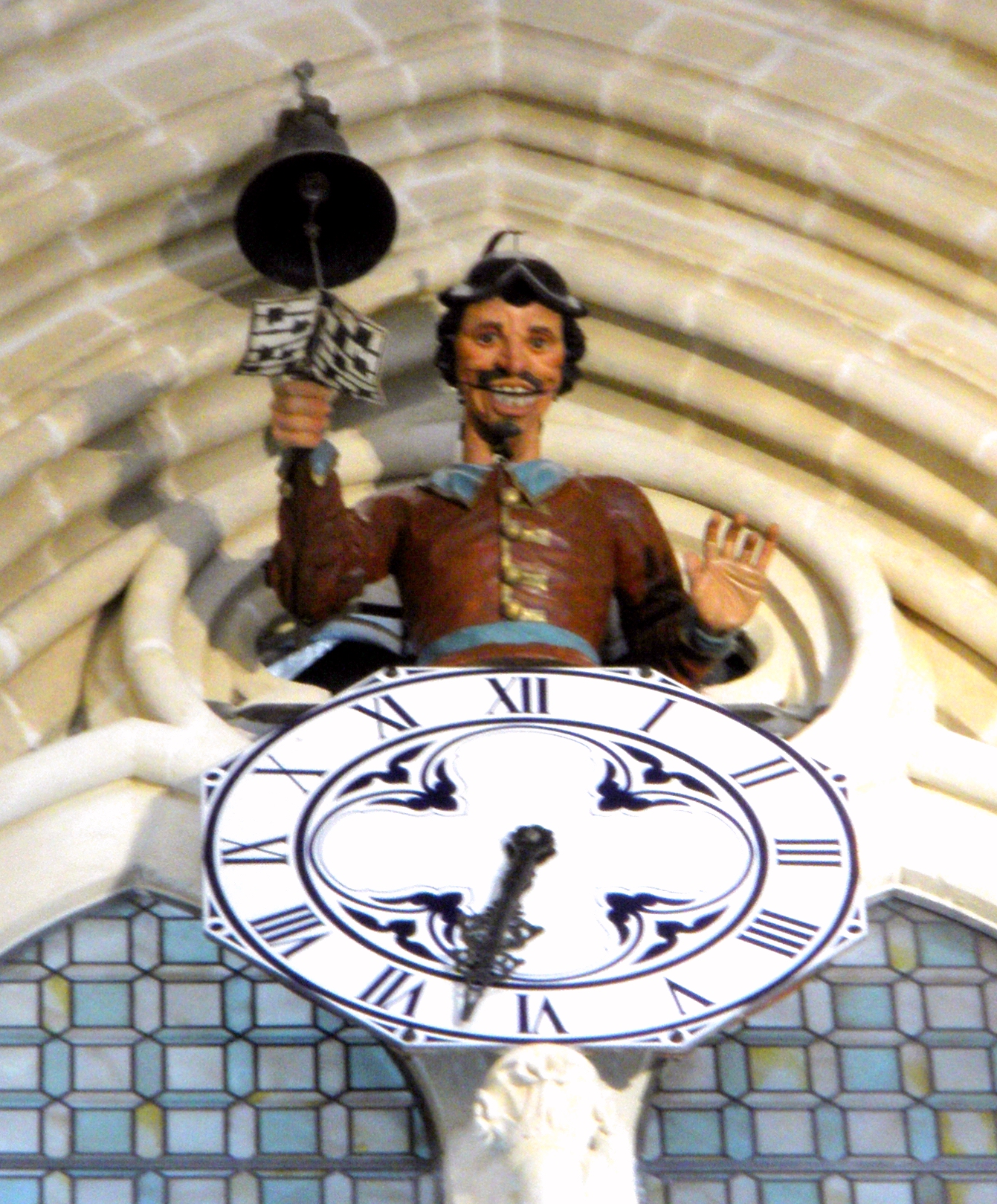
Burgos - Catedral 162 - Papamoscas

Tristemente o rei regressou ao castelo, onde permaneceu durante dias. As lembranças da jovem não saíam da sua mente, assim como o seu último grito. Os médicos, perante tal situação, aconselharam o rei a caminhar todos os dias pelos arredores de Burgos. Enrique acabou por sair a fim de se distrair um pouco. Foi então que, numa tarde, perdido nos seus pensamentos, andou mais do que o costume e acabou por se perder. Incapaz de encontrar o caminho de volta, foi vagueando cada vez mais em direção ao centro do bosque. A noite chegou, e com ela veio um enorme silêncio.
De repente, o rei começou a ouvir estranhos movimentos atrás de alguns arbustos. Respirações fortes e passos assustaram o jovem que começou a fugir enquanto puxava a sua espada. Só então é que o rei se apercebeu de que estava a ser perseguido por um grupo de lobos que conseguiu encurrala-lo. Embora o rei tentasse lutar, os seis lobos começaram a ataca-lo, e pouco tempo depois o jovem começou a cansar-se e a render-se. Quando o rei desistiu de lutar, ecoou pelo bosque um profundo lamento que aterrorizou e afugentou os lobos, ao mesmo tempo que paralisava o coração do rei. Assim que o ambiente voltou ao normal, apareceu a figura da jovem da Catedral perante o rei, que reconheceu de imediato. Porém, a face da jovem apresentava agora dor e tristeza. O rei, ao ouvir lamentos provenientes do coração da sua amada, correu para a abraçar e beijar, mas a jovem delicadamente se afastou e pronunciou: «Te amo porque eres noble y generoso; en ti amé el recuerdo gallardo y heroico de Fernán González y el Cid. Pero no puedo ofrecerte ya mi amor. Sacrifícate como yo lo hago…» Após estas palavras a mulher caiu aos pés do rei. Na sua mão estava o lenço que deixara cair na Catedral. Durante toda a noite o rei ficou a contempla-la, regressando a Burgos apenas ao amanhecer. Uma vez que perdera o seu amor, o rei pediu a um artesão que recriasse a figura da sua amada, assim como o lamento que ouvira, para ser tocado ao indicar as horas. Colocaram a figura em cima de um relógio, no interior da Catedral. No entanto, o artesão não era muito habilidoso e ao invés de criar a bela imagem da jovem, criou uma figura grotesca com um som estridente. Esta foi a última tentativa que Enrique fez com o objetivo de imortalizar a sua amada. A imagem que resultou deste pedido é hoje conhecida como Papamoscas, uma vez que abria e fechava a boca sempre que tocavam as horas certas. Esta Catedral é um lugar bastante escolhido por muitos peregrinos que caminham até Santiago, pois lá conseguem encontrar o descanso que necessitam.

## Estremadura

### A tragedia da Bela Marmionda (La Tragedia de la Bella Marmionda)
Esta lenda é uma triste história, na qual os protagonistas morrem por amor, muito tempo antes de surgirem histórias semelhantes, como por exemplo, Romeu e Julieta.
Tudo começa no século XI, após a morte de Almançor, no momento em que a fortaleza do de Córboba termina e começam os reinados de Taifas e os conflitos. Os habitantes de Portezuelo afirmam que a fortaleza tinha um alcaide famoso por aquela zona, não só devido ao seu sucesso enquanto guerreiro, como também pelo facto de ter uma bela filha, Marmionda. Esta jovem, devido à sua beleza e bondade, era muito cortejada no reino.
Um dia, vários soldados cristãos da Corte de Leão perderam-se e, sem saber, aproximaram-se das terras muçulmanas. O exército sarraceno, seguindo as ordens do alcaide, surpreendeu-os e estes foram levados para a fortaleza como reféns. O alcaide, após ter conhecimento de que um dos cavaleiros presos era importante da corte leonesa, planeou um resgate, pois com isso teria alguns benefícios.
Enquanto planeavam o resgate, o cavaleiro encontrou a filha do alcaide e apaixonou-se por ela. Marmionda, que no início duvidava daquele amor, depressa compreendeu que o rapaz estava a ser sincero. Começaram então a encontrar-se secretamente, alimentando cada vez mais aquele idílio amoroso. Mais tarde, chegou o resgate, e o cavaleiro teve de escolher se regressava à sua pátria ou voltava para a sua amada. Finalmente, depois de muito pensar, o cavaleiro optou por voltar à terra das suas origens. Porem, antes de partir, jurou eterno amor à sua donzela, prometendo um destino juntos. Marmionda, presa num sofrimento, ao ver que os meses e anos passavam, sem que o cavaleiro aparecesse ou desse sinal de vida, passava longas horas a chorar. O seu pai, não sabendo da sua história amorosa, pensou que ao encontrar um marido para ela, esta se sentiria melhor. Embora tenha aceitado casar com um sarraceno, o seu humor não melhorou. Antes da data do enlace, Marmionda decide enviar um emissário em quem confiava até ao reino de Leão, para que informasse o cavaleiro sobre os acontecimentos que estavam prestes ocorrer.[carece de fontes?]
A dada altura, no dia do casamento, o alcaide pediu que vigiassem os vários cavaleiros cristãos. Ao ouvir tais palavras, Marmionda correu para as muralhas da fortaleza. Já prestes a chorar de alegria, com um grande sorriso na cara foi fácil adivinhar qual o cavaleiro que amava. Antes de atacarem, os muçulmanos deram a conhecer ao alcaide quais as intenções amorosas envolvidas. Todavia, o alcaide achou essa ideia ofensiva, e ignorando as preces de Marmionda ordenou que as topas atacassem os cristãos.
A bela jovem, cujas lágrimas não paravam de escorrer, refugiou-se na fortaleza e assistiu ao combate feroz. O seu olhar não largava o corpo do seu herói amado, até que este cai do cavalo e fica estendido no chão. Uma dor avassaladora consumiu-a ao pensar que ele estava morto. Sem reconhecer qual o sentido da vida sem aquele amor, Marmionda atirou-se da janela com tanta força, que o seu corpo caiu, sem vida, junto ao do seu cavaleiro. Apesar deste desespero, o cavaleiro não estava morto, mas inconsciente. Conforme foi recuperando os sentidos, reconheceu o corpo da sua amada e, tal como ela, questionou-se sobre qual o sentido da vida. Sem vontade de viver, subiu às rochas que eram a base da fortaleza e, antes de olhar mais uma vez para os muçulmanos, atirou-se também, tendo o seu corpo rolado até ao de Marmionda. Deste modo, os corpos agora juntos e destruídos misturaram os seus sangues.
Atualmente, há alguns habitantes de Portezuelo que acreditam que umas manchas escuras localizadas nas pedras perto do castelo, pertencem aos cadáveres deste casal cujo destino foi infeliz.

## Galiza

### A Rainha Loba (La Reina Loba)
Na província de Ourense, na Galiza, viveu uma mulher muito poderosa, cruel e arrogante que governava o seu próprio feudo. Esta mulher foi apelidada pelos camponeses de Rainha Loba. Para garantir a sua vivência e a dos seus parentes forçou os seus súbditos a dar-lhe, diariamente, uma vaca, um porco e um carrinho cheio de outros alimentos.
As famílias camponesas revezavam-se na entrega dos pedidos, com medo dos servos da Loba, visto que estes arrasavam, queimavam as casas e fazendas e assassinavam todos os habitantes das aldeias em que uma família se recusasse a entregar o que lhes pedia.
Toda a região vivia num clima de terror. Um dia chegou a vez da cidade de Figueirós. Os habitantes dessa cidade reuniram-se e decidiram não pagar, mas isso não seria suficiente, visto que a rainha enviaria os seus servos para os destruir. Eles decidiram que visto que o seu destino seria a morte, seria melhor morrer a lutar. Assim fizeram armas e à noite partiram para o castelo da rainha loba. Como nunca ninguém havia ousado insurgir-se contra eles, todos no castelo dormiam. Os camponeses entraram facilmente no castelo surpreendendo todos. Depois de um breve, mas amargo combate, os campesinos ganharam. A rainha Loba tinha-se refugiado na torre mais alta, mas os campesinos conseguiram ultrapassar todos os obstáculos até alcançarem o local onde ela se encontrava.
Quando a rainha Loba viu que não tinha como escapar dos campesinos, e como não queria submeter-se aos que considerava seus escravos, atirou-se pela janela morrendo nas rochas.
Com a sua morte, acabou a tortura dos habitantes da região, que lembrou durante séculos o valor dos habitantes de Figueirós.

### Coroa de Fogo Monforte Lemos (La Corona de fuego)
A Coroa de Fogo de Monforte de Lemos é uma lenda Espanhola, que teve lugar no castelo de Monforte de Lemos, localizada no sul da Espanha. O mosteiro de San Vicent del Pino fazia parte do grandioso castelo, no qual diziam que tinha uma passagem subterrânea e secreta que fazia ligação com o castelo. De acordo com a história tradicional, durante a ausência do Conde de Lemos, o abade do mosteiro atravessou a passagem secreta de forma a encontrar-se com a filha do nobre - ou esposa de acordo com outras versões da lenda - com quem ele manteve um romance. Quando o Conde se apercebeu da situação, decidiu organizar um magnificente banquete e convidou o abade. Durante o banquete, um dos servos do Conde traz uma coroa de ferro quente e coloca na cabeça do abade. O Conde declara-o “Clérigo” e o abade morre.

### Santiago de Compostela

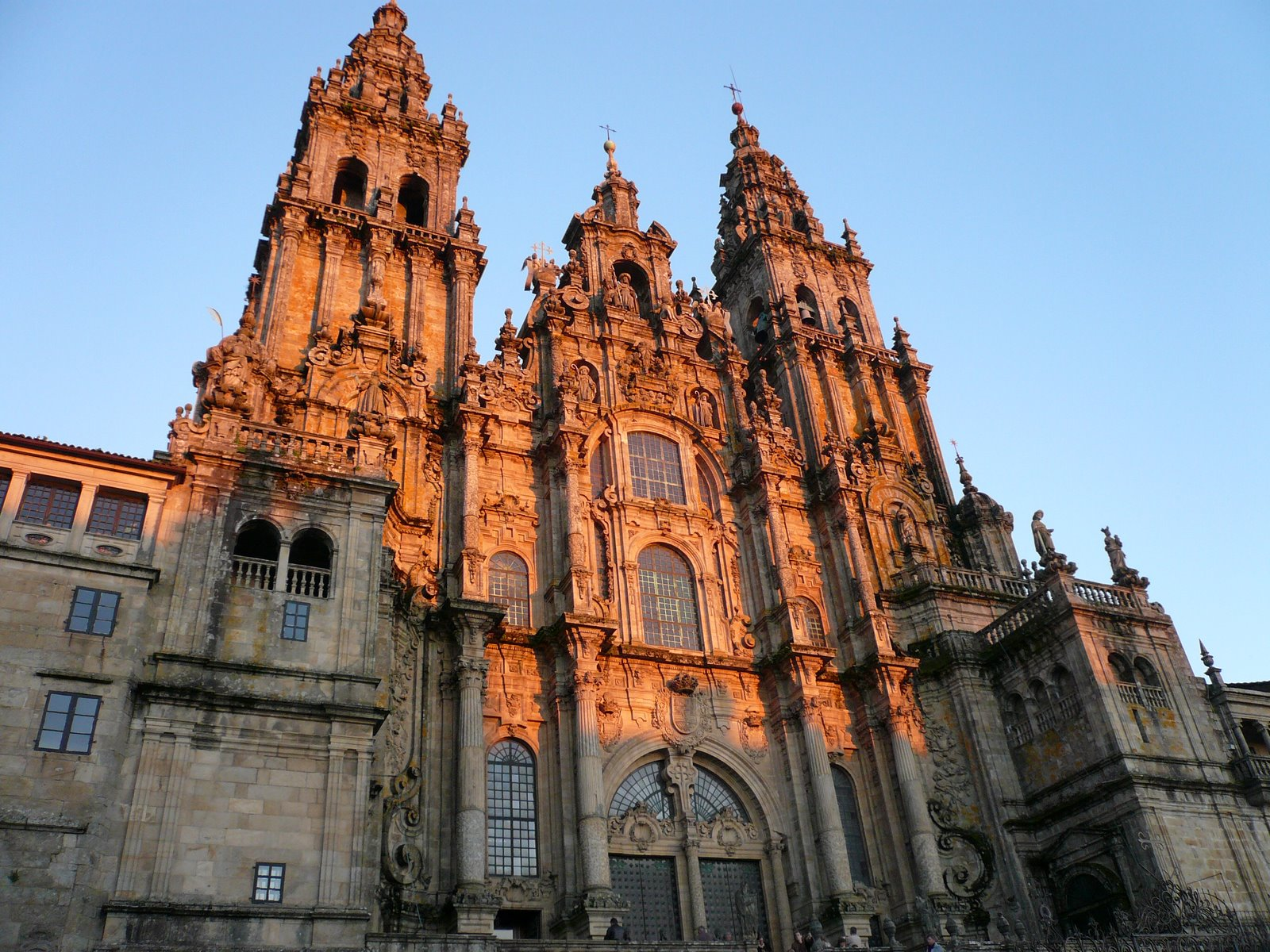
Atardecer en el Obradoiro

Segundo uma tradição muito antiga, após a dispersão dos apóstolos pelo mundo, São Tiago (Santiago como chamam os espanhóis ao apóstolo), o filho de Zebedeu e irmão de João o Evangelista, foi pregar as "boas novas" em regiões longínquas, passando algum tempo na Galiza.
Ao retornar à Palestina, no ano 44, foi torturado e decapitado por Herodes Agripa, e o seu corpo foi lançado para fora das muralhas de Jerusalém. Dois dos seus discípulos, Teodoro e Anastácio, recolheram os seus restos e levaram-nos de volta ao ocidente de navio, parando na antiga cidade de Iria Flávia - a capital da Galiza Romana na costa oeste espanhola, sepultando-o secretamente num bosque chamado Liberum Donum.
O lugar foi completamente esquecido, até que oito séculos depois, um ermita chamado Pelayo começou a observar um estranho fenómeno que ocorria neste mesmo lugar: uma verdadeira chuva de estrelas caía todas as noites sobre um ponto do bosque, emanando uma luminosidade intensa.
Com base no sucedido, o lugar designou-se “Campus Stellae” ou Campo de Estrelas, no qual derivava o actual nome de Compostela. Tendo sido avisado das luzes místicas, o bispo de Iria Flávia, Teodomiro, ordenou que fossem feitas escavações no respetivo local. Desta forma, foi descoberta uma arca de mármore com os ossos do santo.
A notícia difundiu-se e as pessoas começaram a deslocar-se – primeiro dos estados cristãos do norte peninsular, depois de toda a Europa – a fim de conhecer o sepulcro, originando assim, o Caminho de Santiago de Compostela.

## Navarra

### Fonte de Reniega (Fuente de la Reniega)
Uma das lendas mais conhecidas e relacionadas com os Caminhos de Santiago, é a lenda da Fuente Reniega. É em Alto de Pérdon, a poucos quilómetros de Pamplona, que decorre esta história.
Conta-se que num dia quente de verão, um peregrino subia o Alto de Perdón e, devido à fome e imensa sede, não conseguia chegar ao cume. Debaixo de um sol abrasador, a sede aumentava penosamente. Foi então que apareceu um jovem com aspeto de peregrino, ao qual pediu ajuda. No entanto, este jovem era o próprio Diabo que, disfarçado, lhe disse que conhecia uma fonte de água ali perto. A boa vontade do Diabo pouco durou, uma vez que este avisou que para indicar o caminho, havia um preço a pagar. O peregrino, quase desesperado e desnutrido, afirmou que pagaria o que fosse preciso. Foi nesse momento que o Diabo revelou a sua verdadeira forma e anunciou ao peregrino que o preço não seria doar dinheiro, mas sim renegar Deus.[carece de fontes?]
O peregrino era um homem com muita fé e disse de imediato que jamais faria isso. O Diabo tentou amenizar a proposta e disse que bastava então, renegar a Virgem Maria. Mais uma vez, o peregrino recusou. Porém, o ser maléfico propôs ainda uma terceira hipótese: o pobre homem devia renegar o Apóstolo Santiago, mas mais uma vez, o peregrino não cedeu. Considerando já escassa a possibilidade de viver, começou a rezar, pedindo proteção e auxílio ao céu. Sem paciência, o Diabo transformou-se numa nuvem de enxofre e desapareceu. Pouco depois, o peregrino sentiu a presença de um homem que além de ajudá-lo, despedaçou uma rocha de onde começou a sair água. Após saciar a sede, o peregrino reconheceu o homem como sendo Santiago.
Uma outra versão conta que assim que o Diabo desapareceu, surgiu no seu lugar, a famosa fonte de Reniega.
Desde então a fonte ficou conhecida devido a este milagre. Existem outros milagres também associados a este local, que envolvem a Virgem do Perdão.